# Дейтон (Монтана)
Дейтон (англ. Dayton) — переписна місцевість (CDP) в США, в окрузі Лейк штату Монтана. Населення — 104 особи (2020).

## Географія
Дейтон розташований за координатами 47°51′50″ пн. ш. 114°16′36″ зх. д. / 47.86389° пн. ш. 114.27667° зх. д. (47.863907, -114.276544).  За даними Бюро перепису населення США в 2010 році переписна місцевість мала площу 1,43 км², з яких 1,42 км² — суходіл та 0,02 км² — водойми.

## Демографія
Згідно з переписом 2010 року, у переписній місцевості мешкали 84 особи в 39 домогосподарствах у складі 25 родин. Густота населення становила 59 осіб/км².  Було 104 помешкання (73/км²).
Расовий склад населення:
| - 88,1 % — білих - 11,9 % — корінних американців |

До двох чи більше рас належало 0,0 %. Частка іспаномовних становила 4,8 % від усіх жителів.
За віковим діапазоном населення розподілялося таким чином: 13,1 % — особи молодші 18 років, 57,1 % — особи у віці 18—64 років, 29,8 % — особи у віці 65 років та старші. Медіана віку мешканця становила 61,0 року. На 100 осіб жіночої статі у переписній місцевості припадало 90,9 чоловіків;  на 100 жінок у віці від 18 років та старших — 92,1 чоловіків також старших 18 років.
Середній дохід на одне домашнє господарство  становив 52 473 долари США (медіана — 50 417), а середній дохід на одну сім'ю — 55 510 доларів (медіана — 51 250). За межею бідності перебувало 5,6 % осіб, у тому числі 0,0 % дітей у віці до 18 років та 0,0 % осіб у віці 65 років та старших.
Цивільне працевлаштоване населення становило 32 особи. Основні галузі зайнятості: будівництво — 46,9 %, роздрібна торгівля — 25,0 %, публічна адміністрація — 9,4 %, мистецтво, розваги та відпочинок — 9,4 %.